# Wairoa River (Northland)
Der Wairoa River ist ein Fluss in der Region Northland auf der Nordinsel von Neuseeland. Er ist der größte Fluss der Region.

## Namensherkunft
In der Sprach der Māori bedeutet Wairoa so viel wie langes Wasser, wobei wai für Wasser und roa als Verb für lang steht.

## Geographie
Der Wairoa River entsteht durch den Zusammenfluss von den beiden Flüssen Wairua River und Mangakahia River von dort aus fließt der Fluss zunächst in großen und kleinen Windungen in südwestlich bis westsüdwestlich Richtung und wendet sich bei der Stadt Dargaville, die direkt am Fluss liegt in einem 90 Grad-Knick in südsüdöstlich Richtung und behält diese Richtung bis zu seiner Mündung in den Kaipara Harbour bei.
Der Fluss besitzt eine Gesamtlänge von 96 km und entwässert ein Gebiet von 3650 km², was rund 29 % der Gesamtfläche der Region Northland ausmacht.
Der Wairoa River wird rund 3,3 km südsüdwestlich seiner Entstehung vom von Osten her kommenden New Zealand State Highway 14 überquert, der den Fluss dann bis Dargaville auf seiner Nordseite begleitet. Von Dargaville aus begleitet dann der New Zealand State Highway 12 linksseitig des Flusses bis zur Siedlung Ruawai, rund 5,5 km vor seinem Mündungsgebiet.